# 1988年夏季残疾人奥林匹克运动会芬兰代表团
1988年夏季残疾人奥林匹克运动会芬兰代表团是芬兰派出的1988年夏季残疾人奥林匹克运动会代表团。获得11枚金牌、23枚银牌和16枚铜牌。